# Jhon Córdoba
Jhon Andrés Córdoba Copete (Istmina, 10 maggio 1993) è un calciatore colombiano, attaccante del Krasnodar e della nazionale colombiana.

## Biografia
Jhon è figlio di Manuel Acisclo Córdoba, soprannominato "El Triciclo", ex attaccante della Nazionale colombiana nella seconda metà degli anni '80.

## Caratteristiche tecniche
Si tratta di un centravanti che si ispira a Didier Drogba, al quale lo accomunano significative abilità fisiche, nonché nelle conclusioni e nel gioco aereo.
Dal punto di vista tattico si muove con intelligenza, in particolare nel facilitare gli inserimenti senza palla dei centrocampisti.

## Carriera

### Club
Muove i primi passi nelle scuole calcio locali e nel 2004, a 11 anni, entra a far parte dell'Envigado per militare nelle varie divisioni giovanili del club. Dopo aver trascorso sei anni nelle formazioni primavera del club di Envigado, arriva il giorno del suo debutto in prima squadra: il 9 ottobre 2010 esordisce in occasione del match di campionato con il Deportes Tolima. Il 31 marzo 2011 realizza la sua prima rete in carriera, da calciatore professionista, durante la partita con l'Independiente Medellín. Il 10 ottobre, in occasione del match con l'Once Caldas, realizza la sua prima doppietta in carriera rimediando anche la sua prima ammonizione.

### Nazionale
Nel 2013 con la Nazionale Under-20 di calcio della Colombia vince il Campionato sudamericano Under-20 segnando 4 reti; partecipa anche al Mondiale Under-20 del giugno dello stesso anno, nel quale segna un gol nella prima partita della fase a gironi giocata dalla sua squadra, contro l'Australia.
Il 17 novembre 2023 esordisce in nazionale maggiore nel successo per 2-1 contro il Brasile. Realizza la sua prima rete con la massima selezione colombiana il 26 marzo 2024 nell'amichevole vinta 3-2 contro la Romania.

## Statistiche

### Presenze e reti nei club
Statistiche aggiornate al 18 maggio 2023.
| Stagione         | Squadra          | Campionato       | Campionato | Campionato | Coppe nazionali | Coppe nazionali | Coppe nazionali | Coppe continentali | Coppe continentali | Coppe continentali | Altre coppe | Altre coppe | Altre coppe | Totale | Totale |
| Stagione         | Squadra          | Comp             | Pres       | Reti       | Comp            | Pres            | Reti            | Comp               | Pres               | Reti               | Comp        | Pres        | Reti        | Pres   | Reti   |
| ---------------- | ---------------- | ---------------- | ---------- | ---------- | --------------- | --------------- | --------------- | ------------------ | ------------------ | ------------------ | ----------- | ----------- | ----------- | ------ | ------ |
| ott.-nov. 2010   | Envigado         | A                | 1          | 0          | CC              | 0               | 0               | -                  | -                  | -                  | -           | -           | -           | 1      | 0      |
| 2011             | Envigado         | A                | 24+4       | 4+1        | CC              | 8               | 2               | -                  | -                  | -                  | -           | -           | -           | 36     | 7      |
| gen.-lug. 2012   | Envigado         | A                | 16         | 6          | CC              | 0               | 0               | -                  | -                  | -                  | -           | -           | -           | 16     | 6      |
| Totale Envigado  | Totale Envigado  | Totale Envigado  | 41+4       | 10+1       |                 | 8               | 2               |                    | -                  | -                  |             | -           | -           | 53     | 13     |
| 2012-2013        | Jaguares         | PD               | 17         | 1          | cMX             | 4               | 1               | -                  | -                  | -                  | -           | -           | -           | 21     | 2      |
| 2013-2014        | Espanyol         | PD               | 28         | 4          | CR              | 5               | 0               | -                  | -                  | -                  | -           | -           | -           | 33     | 4      |
| 2014-2015        | Granada          | PD               | 26         | 4          | CR              | 2               | 1               | -                  | -                  | -                  | -           | -           | -           | 28     | 5      |
| 2015-2016        | Magonza          | BL               | 22         | 5          | CG              | 0               | 0               | -                  | -                  | -                  | -           | -           | -           | 22     | 5      |
| 2016-2017        | Magonza          | BL               | 29         | 5          | CG              | 2               | 2               | UEL                | 6                  | 1                  | -           | -           | -           | 37     | 8      |
| Totale Magonza   | Totale Magonza   | Totale Magonza   | 51         | 10         |                 | 2               | 2               |                    | 6                  | 1                  |             | -           | -           | 59     | 13     |
| 2017-2018        | Colonia          | BL               | 18         | 0          | CG              | 1               | 1               | UEL                | 3                  | 1                  | -           | -           | -           | 22     | 2      |
| 2018-2019        | Colonia          | 2.BL             | 31         | 20         | CG              | 2               | 1               | -                  | -                  | -                  | -           | -           | -           | 33     | 21     |
| 2019-2020        | Colonia          | BL               | 29         | 13         | CG              | 2               | 1               | -                  | -                  | -                  | -           | -           | -           | 31     | 14     |
| Totale Colonia   | Totale Colonia   | Totale Colonia   | 78         | 33         |                 | 5               | 3               |                    | 3                  | 1                  |             | -           | -           | 86     | 37     |
| 2020-2021        | Hertha Berlino   | BL               | 21         | 7          | CG              | 0               | 0               | -                  | -                  | -                  | -           | -           | -           | 21     | 7      |
| 2021-2022        | Krasnodar        | PL               | 15         | 6          | KR              | 1               | 0               | -                  | -                  | -                  | -           | -           | -           | 16     | 6      |
| 2022-2023        | Krasnodar        | PL               | 23         | 14         | KR              | 14              | 7               | -                  | -                  | -                  | -           | -           | -           | 37     | 21     |
| 2023-2024        | Krasnodar        | PL               | 27         | 15         | KR              | 5               | 3               | -                  | -                  | -                  | -           | -           | -           | 32     | 18     |
| Totale Krasnodar | Totale Krasnodar | Totale Krasnodar | 65         | 35         |                 | 20              | 10              |                    | -                  | -                  |             | -           | -           | 85     | 45     |
| Totale carriera  | Totale carriera  | Totale carriera  | 331        | 105        |                 | 46              | 19              |                    | 9                  | 2                  |             | -           | -           | 386    | 126    |

### Cronologia presenze e reti in nazionale
| Cronologia completa delle presenze e delle reti in nazionale ― Colombia | Cronologia completa delle presenze e delle reti in nazionale ― Colombia | Cronologia completa delle presenze e delle reti in nazionale ― Colombia | Cronologia completa delle presenze e delle reti in nazionale ― Colombia | Cronologia completa delle presenze e delle reti in nazionale ― Colombia | Cronologia completa delle presenze e delle reti in nazionale ― Colombia | Cronologia completa delle presenze e delle reti in nazionale ― Colombia | Cronologia completa delle presenze e delle reti in nazionale ― Colombia |
| Data                                                                    | Città                                                                   | In casa                                                                 | Risultato                                                               | Ospiti                                                                  | Competizione                                                            | Reti                                                                    | Note                                                                    |
| ----------------------------------------------------------------------- | ----------------------------------------------------------------------- | ----------------------------------------------------------------------- | ----------------------------------------------------------------------- | ----------------------------------------------------------------------- | ----------------------------------------------------------------------- | ----------------------------------------------------------------------- | ----------------------------------------------------------------------- |
| 17-11-2023                                                              | Barranquilla                                                            | Colombia                                                                | 2 – 1                                                                   | Brasile                                                                 | Qual. Mondiali 2026                                                     | -                                                                       | 68’                                                                     |
| 22-11-2023                                                              | Asunción                                                                | Paraguay                                                                | 0 – 1                                                                   | Colombia                                                                | Qual. Mondiali 2026                                                     | -                                                                       | 74’ 83’                                                                 |
| 26-3-2024                                                               | Madrid                                                                  | Romania                                                                 | 2 – 3                                                                   | Colombia                                                                | Amichevole                                                              | 1                                                                       | 73’ 74’                                                                 |
| 15-6-2024                                                               | East Hartford                                                           | Colombia                                                                | 3 – 0                                                                   | Bolivia                                                                 | Amichevole                                                              | 1                                                                       | 46’                                                                     |
| 25-6-2024                                                               | Houston                                                                 | Colombia                                                                | 2 – 1                                                                   | Paraguay                                                                | Coppa America 2024 - 1º turno                                           | -                                                                       | 68’                                                                     |
| 29-6-2024                                                               | Glendale                                                                | Colombia                                                                | 3 – 0                                                                   | Costa Rica                                                              | Coppa America 2024 - 1º turno                                           | 1                                                                       | 64’ 77’                                                                 |
| 3-7-2024                                                                | Santa Clara                                                             | Brasile                                                                 | 1 – 1                                                                   | Colombia                                                                | Coppa America 2024 - 1º turno                                           | -                                                                       | 76’                                                                     |
| 7-7-2024                                                                | Glendale                                                                | Colombia                                                                | 5 – 0                                                                   | Panama                                                                  | Coppa America 2024 - Quarti di finale                                   | 1                                                                       | 79’                                                                     |
| 10-7-2024                                                               | Charlotte                                                               | Uruguay                                                                 | 0 – 1                                                                   | Colombia                                                                | Coppa America 2024 - Semifinale                                         | -                                                                       | 75’                                                                     |
| 14-7-2024                                                               | Miami Gardens                                                           | Argentina                                                               | 1 – 0 dts                                                               | Colombia                                                                | Coppa America 2024 - Finale                                             | -                                                                       | 27’ 89’                                                                 |
| 6-9-2024                                                                | Lima                                                                    | Perù                                                                    | 1 – 1                                                                   | Colombia                                                                | Qual. Mondiali 2026                                                     | -                                                                       | 72’                                                                     |
| 10-9-2024                                                               | Barranquilla                                                            | Colombia                                                                | 2 – 1                                                                   | Argentina                                                               | Qual. Mondiali 2026                                                     | -                                                                       | 79’                                                                     |
| 10-10-2024                                                              | El Alto                                                                 | Bolivia                                                                 | 1 – 0                                                                   | Colombia                                                                | Qual. Mondiali 2026                                                     | -                                                                       | 23’                                                                     |
| 15-10-2024                                                              | Barranquilla                                                            | Colombia                                                                | 4 – 0                                                                   | Cile                                                                    | Qual. Mondiali 2026                                                     | -                                                                       | 37’ 46’                                                                 |
| 19-11-2024                                                              | Barranquilla                                                            | Colombia                                                                | 0 – 1                                                                   | Ecuador                                                                 | Qual. Mondiali 2026                                                     | -                                                                       | 86’                                                                     |
| 20-3-2025                                                               | Brasilia                                                                | Brasile                                                                 | 2 – 1                                                                   | Colombia                                                                | Qual. Mondiali 2026                                                     | -                                                                       | 87’                                                                     |
| Totale                                                                  |                                                                         | Presenze                                                                | 16                                                                      |                                                                         | Reti                                                                    | 4                                                                       |                                                                         |

## Palmarès

### Club

#### Competizioni nazionali
- Campionato tedesco di seconda divisione: 1

Colonia: 2018-2019
- Campionato russo: 1

Krasnodar: 2024-2025

### Nazionale
- Campionato sudamericano Under-20: 1

2013

### Individuale
- Capocannoniere della Coppa di Russia: 1

2022-2023 (7 reti)